# Faux-semblants
Pour les articles homonymes, voir Faux-semblants (homonymie) et Alter ego (homonymie).
Pour plus de détails, voir Fiche technique et Distribution.
Faux-semblants ou Alter ego au Québec (Dead Ringers) est un film américano-canadien réalisé par David Cronenberg et sorti en 1988.

## Synopsis
Beverly et Elliot Mantle, deux gynécologues réputés, sont des jumeaux monozygotes. Ces « vrais » jumeaux partagent tout : leur appartement, leur clinique et les femmes. Lorsque Claire consulte Beverly, celui-ci tombe amoureux d'elle et refuse de la « partager ». C'est le début d'une descente vers la folie.

## Fiche technique
- Titre français : Faux-semblants
- Titre original : Dead Ringers
- Titre québécois : Alter ego
- Réalisation : David Cronenberg
- Scénario : David Cronenberg et Norman Snider, d'après le roman Twins de Bari Wood et Jack Geasland
- Musique : Howard Shore
- Photographie : Peter Suschitzky
- Montage : Ronald Sanders
- Décors : Carol Spier
- Costumes : Denise Cronenberg
- Production : Marc Boyman, David Cronenberg, Carol Baum et Sylvio Tabet
- Société de production : Morgan Creek Productions, Téléfilm Canada et Mantle Clinic II
- Distribution
- Pays de production : Canada, États-Unis
- Format : Couleurs - 1,85:1 - Dolby - 35 mm
- Genre : thriller fantastique, horreur
- Durée : 115 minutes
- Dates de sortie :
  - Canada : 8 septembre 1988 (Festival international du film de Toronto)
  - États-Unis : 23 septembre 1988
  - France : 8 février 1989
- Film interdit aux moins de 12 ans lors de sa sortie en France

## Distribution
- Jeremy Irons (VF : Edgar Givry ; VQ : Jean-Luc Montminy) : Beverly Mantle / Elliot Mantle
- Geneviève Bujold (VQ : Élizabeth Lesieur) : Claire Niveau
- Heidi von Palleske (VF : Dorothée Jemma) : Cary
- Barbara Gordon (VQ : Nicole Fontaine) : Danuta
- Shirley Douglas : Laura
- Stephen Lack (VQ : Jean Brousseau) : Anders Wolleck
- Nick Nichols (VQ : Yves Massicotte) : Leo
- Lynne Cormack : Arlene
- Damir Andrei : Birchall
- Miriam Newhouse : Mme Bookman
- David Hughes : un surveillant
- Richard W. Farrell : le doyen de la fac de médecine
- Warren Davis : le surveillant de la classe d'anatomie
- Jonathan Haley : Beverly, à l'âge de 9 ans
- Nicholas Haley : Elliot, à l'âge de 9 ans
- Jill Hennessy : Mimsy, la jumelle escort-girl
- Jacqueline Hennessy (en) : Coral, l'autre jumelle escort-girl
- David Cronenberg : l’obstétricien (non crédité)

## Production

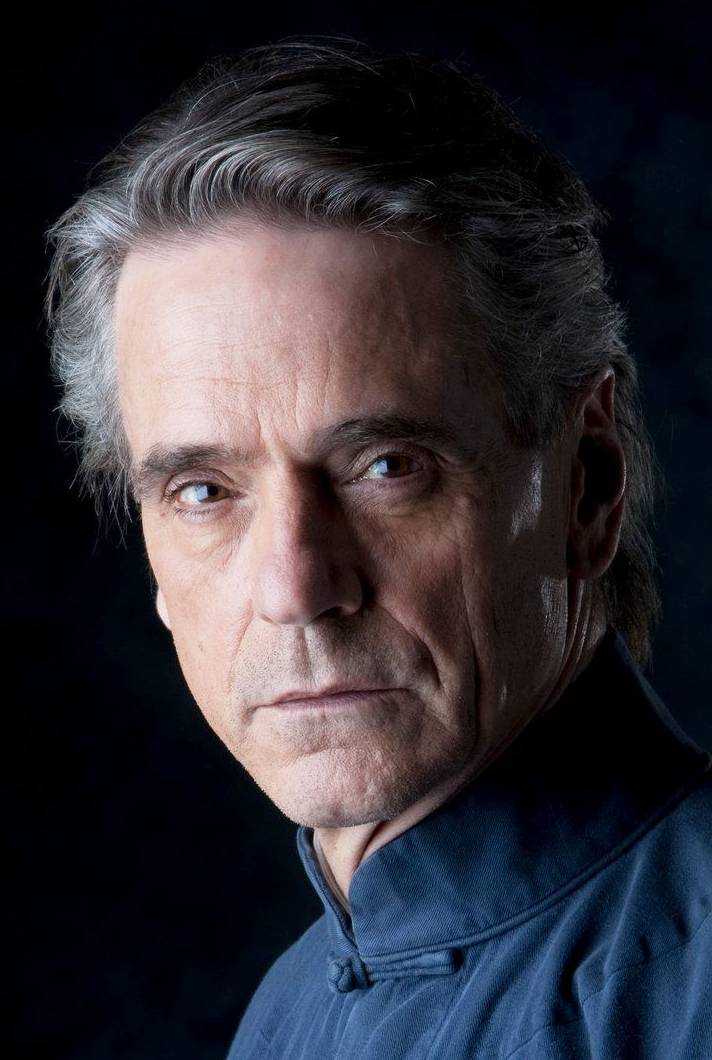
Jeremy Irons incarne les jumeaux Beverly et Elliot Mantle

### Genèse et développement
Le scénario est inspiré d'un roman de Bari Wood et Jack Geasland, intitulé Twins et publié en 1977. Le film s'inspire par ailleurs de Stewart and Cyril Marcus (en), des frères jumeaux gynécologues de New York.
Le projet est d'abord intitulé Gemini. Le studio n'aime cependant pas ce titre et le change pour Twins (« jumeaux » en anglais). Il est finalement rebaptisé Dead Ringers à la demande d'Ivan Reitman. Ce dernier, qui avait produit deux précédents films de David Cronenberg, l'a contacté pour obtenir les droits du titre Twins pour sa comédie avec Danny DeVito et Arnold Schwarzenegger sortie en 1988 (Jumeaux en France).
William Hurt est le premier choix de David Cronenberg pour incarner les jumeaux Mantle. Mais l'acteur doit refuser, pris par un autre projet et un peu effrayé à l'idée de jouer deux rôles. Il avouera plus tard avoir regretté ce choix. Le rôle est ensuite refusé par Robert De Niro, peu à l'aise à l'idée de jouer un gynécologue. Pour le rôle féminin, le réalisateur souhaite notamment Margot Kidder.

### Tournage
Le tournage a lieu de février à avril 1988. Il se déroule principalement  à Toronto (Trinity Square, The Old Don Jail, Casa Loma, ...). Quelques scènes sont tournées dans une ville de l'Ontario, Mississauga.
Les plans avec les jumeaux en même temps sont réalisés avec caméras contrôlées par ordinateur, une technique révolutionnaire à l'époque. Pour dissocier les deux personnages et leur donner chacun une apparence distincte, Jeremy Irons utilise la technique Alexander.

## Accueil
Première l'a classé parmi les « 25 films les plus dangereux ». Entertainment Weekly le range parmi les « 20 films les plus effrayants de tous les temps ». Il est par ailleurs présent dans l'ouvrage 1001 films à voir avant de mourir.

## Mini-série
Une mini-série du même nom a été créée en 2023, produite et diffusée sur Prime Video.

## Distinctions principales

### Récompenses
- Grand Prix lors du Festival international du film fantastique d'Avoriaz 1989.
- Prix Génie du meilleur film 1989, décerné par l'Académie canadienne du cinéma et de la télévision.
- Prix du meilleur acteur (Jeremy Irons) et nomination au prix du meilleur film, lors du festival Fantasporto 1989.

### Nominations
- Nomination au Grand Prix de l'Union de la critique de cinéma.
- Nomination aux prix du meilleur film d'horreur, meilleur scénario, meilleur acteur (Jeremy Irons), meilleure musique et meilleurs costumes, lors des Saturn Awardd 1990, décernés par l'Académie des films de science-fiction, fantastique et horreur.